# Eupithecia casmena
Eupithecia casmena är en fjärilsart som beskrevs av Claude Herbulot 1987. Eupithecia casmena ingår i släktet Eupithecia och familjen mätare. Inga underarter finns listade i Catalogue of Life.